# Мистер Ганджубас
«Мистер Ганджубас» (англ. Mr. Nice) — фильм режиссёра Бернарда Роуза по популярной автобиографии контрабандиста Говарда Маркса.

## Сюжет
Ховард Маркс родился в шахтерском поселке Кенфиг Хилл (Kenfig Hill) в Южном Уэльсе. Поступил на физический факультет Оксфорд. Водоворот событий заносит его в Германию — с заданием перевезти наркотики через границу. Ховард становится международным торговцем наркотиками. При попытке ввезти наркотики в США его ловят и он попадает в тюрьму, британская разведка вызволяет его, все думают, что это похищение. Ховард Маркс становится знаменитостью…

## В ролях
| Актёр           | Роль               |
| --------------- | ------------------ |
| Рис Иванс       | Ховард Маркс       |
| Хлоя Севиньи    | Джуди Маркс        |
| Дэвид Тьюлис    | Джим Маккан        |
| Эльса Патаки    | Илзе               |
| Криспин Гловер  | Эрни Комбс         |
| Омид Джалили    | Салем Малик        |
| Луис Тосар      | Крейг Ловато       |
| Кристиан Маккей | Хэмилтон Макмиллан |
| Джейми Харрис   | Патрик Лейн        |

## Премьера
14 марта 2010 — США, Кинофестиваль South by Southwest

Июнь 2010 - Великобритания, Кинофестиваль в Эдинбурге

17 сентября 2010 — Германия, Международный кинофестиваль в Ольденбурге

6 октября 2010 — Испания, Кинофестиваль в Севилье

6 октября 2010 — Франция, Кинофестиваль британского кино в Динарде

17 ноября 2010 — Швеция, Международный кинофестиваль в Стокгольме

3 декабря 2010 — Италия, Кинофестиваль в Турине

23 февраля 2012 — Россия